# Байкошкар
Байкошка́р (каз. Байқошқар) — село у складі Аягозького району Абайської області Казахстану. Адміністративний центр та єдиний населений пункт Байкошкарського сільського округу.
Населення — 317 осіб (2021; 628 у 2009, 932 у 1999, 1262 у 1989).
Національний склад станом на 1989 рік:
- казахи — 100 %

У радянські часи село називалось також Алгабас.